# Nuncjatura Apostolska w Peru
Nuncjatura Apostolska w Peru – misja dyplomatyczna Stolicy Apostolskiej w Peru. Siedziba nuncjusza apostolskiego mieści się w Limie. Obecnym nuncjuszem jest Włoch, abp Nicolas Girasoli. Pełni on swą funkcję od 16 czerwca 2017. Nuncjusz apostolski pełni tradycyjnie godność dziekana korpusu dyplomatycznego akredytowanego w Peru od momentu przedstawienia listów uwierzytelniających.

## Historia
W XIX wieku powstała Delegatura Apostolska Peru i Boliwii. W styczniu 1917 papież Benedykt XV utworzył w jej miejsce dwie osobne internuncjatury apostolskie w Peru i w Boliwii. W 20 lipca 1917 papież podniósł peruwiańską internuncjaturę do rangi nuncjatury.

## Szefowie misji dyplomatycznej Stolicy Apostolskiej w Peru

### Delegaci apostolscy Peru i Boliwii
- abp Serafino Vannutelli (1869 – 1875) Włoch; także delegat apostolski w Kolumbii, Wenezueli, Ekwadorze, Kostaryce, Hondurasie oraz Nikaragui
- abp Mario Mocenni (1877 – 1882) Włoch; także delegat apostolski w Kolumbii, Wenezueli, Ekwadorze, Kostaryce, Hondurasie oraz Nikaragui
- abp Cesare Sambucetti (1882 – 1886) Włoch; także delegat apostolski w Ekwadorze
- abp Pietro Gasparri (1898 – 1901) Włoch
- abp Alessandro Bavona (1901 – 1906) Włoch; także delegat apostolski w Ekwadorze
- abp Angelo Maria Dolci (1906 – 1910) Włoch; także delegat apostolski w Ekwadorze
- abp Angelo Giacinto Scapardini OP (1910 – 1916) Włoch

### Nuncjusze apostolscy w Peru
- abp Lorenzo Lauri[1] (1917 – 1921) Włoch
- abp Giuseppe Petrelli (1921 – 1925) Włoch
- abp Serafino Cimino OFM (1925 – 1928) Włoch
- abp Gaetano Cicognani (1928 – 1936) Włoch
- abp Fernando Cento (1936 – 1946) Włoch
- abp Luigi Arrigoni (1946 – 1948) Włoch
- abp Giovanni Panico (1948 – 1953) Włoch
- abp Francesco Lardone (1953 – 1959) Włoch
- abp Romolo Carboni (1959 – 1969) Włoch
- abp Luigi Poggi (1969 – 1973) Włoch
- abp Carlo Furno (1973 – 1978) Włoch
- abp Mario Tagliaferri (1978 – 1985) Włoch
- abp Luigi Dossena (1985 – 1994) Włoch
- abp Fortunato Baldelli (1994 – 1999) Włoch
- abp Rino Passigato (1999 – 2008) Włoch
- abp Bruno Musarò (2009 – 2011) Włoch
- abp James Green (2011 – 2017) Amerykanin
- abp Nicola Girasoli (2017 – 2022) Włoch
- abp Paolo Gualtieri (od 2022) Włoch